# Talcahuano
Talcahuano là một thành phố cảng và khu tự quản trong vùng Biobío của Chile. Thành phố thuộc vùng đô thị Concepción. Talcahuano có diện tích 92,3 km², dân số năm 2002 là 171.383 người. Talcahuano tọa lạc ở phía nam Vùng trung bộ của Chile.
Cùng với mười thành phố khác, nó tạo thành một phần của tỉnh Concepción, lần lượt là một trong bốn tỉnh thành khu vực VIII của khu vực Biobío.

## Nhân khẩu
Theo điều tra dân số năm 2002 của Viện Thống kê Quốc gia, Talcahuano có diện tích 145,8 km2 (56 sq mi) và có 250.348 người (121.778 nam giới và 128.570 phụ nữ). Trong số này, 248.964 (99,4%) sống tại các khu vực đô thị và 1384 (0,6%) ở khu vực nông thôn. Dân số tăng 59,9% (93.766 người) giữa các cuộc tổng điều tra năm 1992 và 2002. Với mật độ dân số 1.873 người trên mỗi km vuông, nó là thành phố đông dân thứ bảy của Chile.

## Lịch sử
Ngày thành lập chính thức của Talcahuano là ngày 5 tháng 11 năm 1764 khi Antonio Guill y Gonzaga tuyên bố một cảng chính thức. Tuy nhiên, Talcahuano bắt đầu xuất hiện trong cuốn sách lịch sử sớm nhất là năm 1544 khi đội trưởng Genoese Juan Bautista Pastene phát hiện ra cửa sông Biobío trong khi khám phá bờ biển trong tàu của mình "San Pedro" và "Santiaguillo". Năm 1601 Alonso de Ribera xây dựng của pháo đài Talcahueno để bảo vệ các khu định cư Tây Ban Nha còn lại gần Concepción.
Thành phố được đặt tên theo tù trưởng Araucanian, Talcahueñu, những người dân ở khu vực sự xuất hiện của người Tây Ban Nha. Trong Mapudungun, ngôn ngữ của Mapuches bản địa, Talcahuano có nghĩa là "sấm trời".
Cảng nổi tiếng whaleships Mỹ của thế kỷ 19. Họ thường đặt ở nước ngọt, thực phẩm, và các hình thức khác nhau của giải trí cho các phi hành đoàn.

## Liên kết ngoài

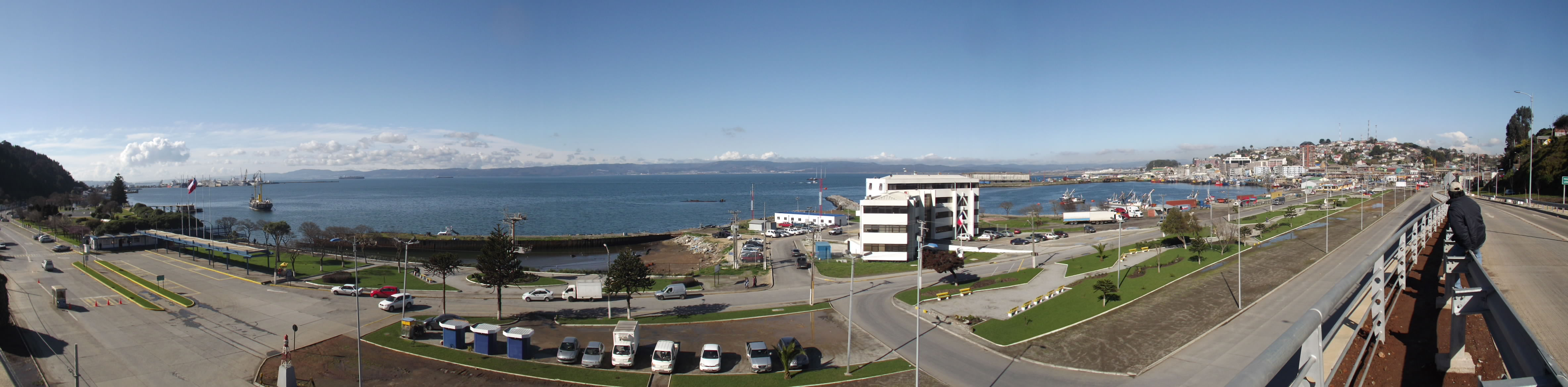
Talcahuano